# Wyżnia Wielicka Ławka
Wyżnia Wielicka Ławka (słow. Vyšná Velická lávka, węg. Felső-Felkai-rés, niem. Obere Felker Bank, 2292 m n.p.m.) – niewielka przełęcz w głównej grani Tatr, położona pomiędzy Wielickim Szczytem (Velický štít, 2320 m) a Małym Wielickim Szczytem (Malý Velický štít, 2301 m). Z przełączki opada na południowy zachód, do Wielickiego Kotła wąski, stromy, piarżysty i często wypełniony śniegiem żleb. Na północ, w stronę Kotła pod Polskim Grzebieniem opada szeroka, miernie stroma rynna, zatracająca się niżej w piarżystym stoku.
Na przełęcz nie prowadzi żaden szlak turystyczny. Taternicy przechodzą przez nią przy pokonywaniu tzw. drogi Martina z Polskiego Grzebienia na Gerlach. Drogi wiodące na jej siodło z Wielickiego Kotła oraz z Kotła pod Polskim Grzebieniem są łatwiejsze niż droga Martina i określane jako dogodne, praktyczne; stanowią równocześnie najłatwiejszy dostęp do Wielickiego Szczytu.

## Historia
Pierwsze znane wejścia:
- August Otto i Pavel Čižák, 12 sierpnia 1897 – letnie,
- Walter Delmár i László Teschler, 1 lutego 1916 – zimowe[3].